# Culpa (emoción)

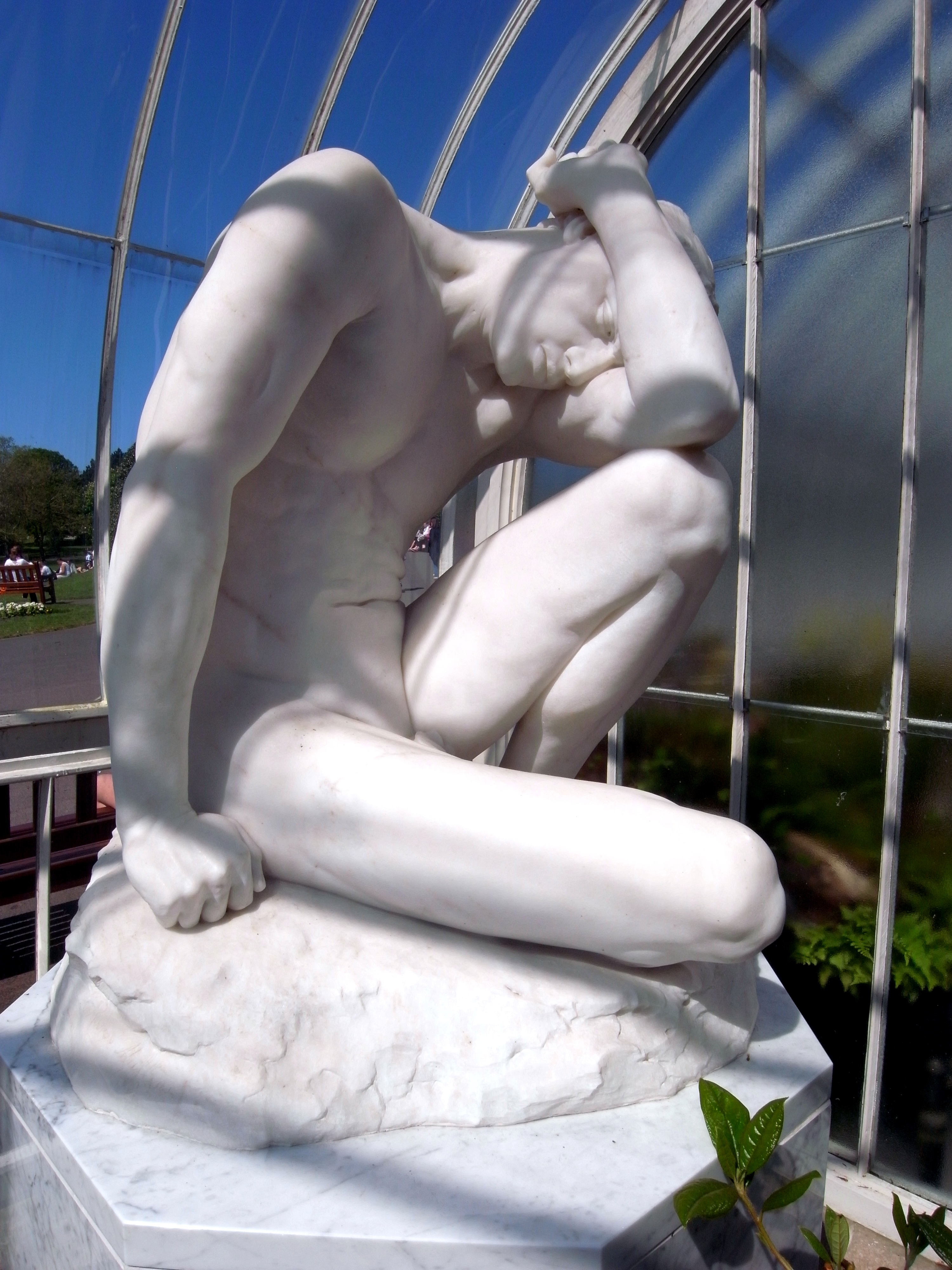
Escultura representando a Caín o mi castigo es más grande de lo que puedo soportar (Génesis 4:13), del jardín botánico de Glasgow, Reino Unido

La culpa es la experiencia disfórica que se siente al romper las reglas culturales (tanto religiosas, como políticas, familiares, de un grupo de pertenencia, etc), o por el pensamiento de cometer dicha transgresión.

## Etimología
La etimología de la palabra es oscura, y desarrolló su ortografía moderna a partir de la forma O.E. gylt "crimen, pecado, falta, multa, deuda", que posiblemente deriva de O.E. gieldan "pagar, deuda". Como se usó en el Padrenuestro como traducción del latín debitum y también en Mateo xviii. 27, y gyltiȝ se usa para traducir debet en Mateo xxiii. 18, se ha deducido que tenía el sentido primario de "deuda", aunque no hay pruebas reales de ello.
Su desarrollo en un "sentido de culpa" se registra por primera vez en 1690 como un mal uso de su significado original. "Culpabilidad por asociación" se registra por primera vez en 1941. 
"Culpable" procede igualmente del E.O. gyltig, a su vez de gylt.

## Psicología
La culpa es un factor importante en la perpetuación de síntomas del trastorno obsesivo-compulsivo. Tanto en lenguaje especializado, como en el de uso ordinario, la culpa es un estado afectivo en el que la persona experimenta conflicto por haber hecho algo que cree no debió haber cometido (o de manera contraria, por no haber hecho algo que la persona cree debió hacer). Esto da origen a un sentimiento difícil de disipar impulsado por la conciencia. Sigmund Freud describió esto como el resultado de una pelea entre el ego y el superego. Freud rechazaba el rol de Dios como castigador en tiempos de enfermedad o de premiador en tiempos de bonanza. Así, al remover una causa de culpa de sus pacientes, describía otra, la fuerza del inconsciente del individuo que contribuye a la enfermedad. Freud llegó a considerar que “el obstáculo de un sentido inconsciente de culpa […] es el más poderoso de todos los que se tienen para llegar a la recuperación”. Para su posterior explicador, Jacques Lacan, la culpa es el acompañante inevitable del sujeto significante quien da cuenta de la normalidad en la forma del orden simbólico.
Alice Miller afirma que “mucha gente sufre todas sus vidas por este opresivo sentimiento de culpa, el sentimiento de no haber vivido a la altura de las expectativas de sus padres [...] ningún argumento puede superar estos sentimientos de culpa, pues estos tienen sus inicios en los períodos más tempranos de la vida, y es de este hecho del que derivan su intensidad.” Esto puede estar ligado a lo que Les Parrott ha llamado “la enfermedad de la falsa culpa[...] en cuya raíz está la idea de que lo que sientes debe ser real. Si sientes culpa, ¡debes ser culpable!"
El filósofo Martin Buber subrayó la diferencia entre la noción freudiana de culpa, basada en conflictos internos, y la culpa existencial, basada en daños reales ocasionados a otros.
La culpa es asociada comúnmente con la ansiedad. En estados de manía, de acuerdo a Otto Fenichel, el paciente logra aplicar a la culpa el “mecanismo de defensa de la negación por sobrecompensación [...] recreando el ser una persona sin sentimientos de culpa”.

### Defensas
Una de las mejores defensas contra la culpa nace del reconocimiento de su origen opresor: El poderoso castiga al desobediente produciéndole males que dependen en su gravedad del poder del poderoso y de su estado de ánimo, no de lo que haya hecho el desobediente. El castigo asusta pero no educa. El poderoso se ahorra policías que descubran al desobediente y carceleros que lo castiguen cuando mete en la cabeza de los oprimidos la idea de culpa, sentimiento malsano. Una cosa es la conciencia de haber errado, de haber actuado mal y la disposición a corregir y a reparar y otra muy distinta el sentimiento de culpa por la cual uno debe ser castigado. Esta versión no es fácilmente aceptada por las creencias religiosas en una Soberbia Buena, del todopoderoso y una Soberbia Mala, de Satanás el desobediente. 
Las defensas contra la culpa se pueden convertir en un aspecto primordial en la personalidad del individuo. Existen múltiples métodos que se pueden utilizar para evadir la culpa. Estos incluyen:
1. La represión es usada usualmente por el superego y el ego contra los impulsos instintivos, pero en ocasiones es empleada contra el superego/conciencia misma.[10] Si la defensa falla, entonces (en un regreso de lo reprimido) la persona puede sentirse culpable años después por acciones cometidas a la ligera en el pasado.[11]
2. La proyección es otro mecanismo de defensa con amplias aplicaciones. Puede tomar la forma de culpar a la víctima: la víctima del accidente de alguien más o de la mala suerte puede ser sujeta a críticas, siendo la teoría que la víctima tiene la culpa por haber atraído la hostilidad de otra persona.[12] De manera alternativa, no la culpa, sino la agencia condenatoria, podrían estar siendo proyectadas en otras personas, con la esperanza de que las acciones propias sean vistas de manera más favorable que en la propia conciencia (un proceso que raya en ideas de referencia).[13]

## Culpa colectiva
La culpa colectiva (o culpa grupal) es la reacción desagradable y a menudo emocional que se produce en un grupo de individuos cuando se percibe que el grupo dañó ilegítimamente a miembros de otro grupo. A menudo es el resultado de "compartir una identidad social con otros cuyas acciones representan una amenaza para la positividad de esa identidad". Para que un individuo experimente culpa colectiva, debe identificarse como parte del grupo. "Esto produce un cambio de percepción de pensar en uno mismo en términos de 'yo' a 'nosotros'.”

## Comparación con la vergüenza
La culpa y la vergüenza son dos conceptos estrechamente relacionados, pero tienen diferencias clave que no deben pasarse por alto. La antropóloga cultural Ruth Benedict describe la vergüenza como el resultado de una violación de los valores culturales o sociales, mientras que la culpa surge internamente cuando se viola la moral personal. En pocas palabras, la principal diferencia entre la vergüenza y la culpa es la fuente que crea la emoción. La vergüenza surge de una percepción negativa real o imaginaria proveniente de otros y la culpa surge de una percepción negativa de los propios pensamientos o acciones.
La psicoanalista Helen Block Lewis afirmó que, "La experiencia de la vergüenza tiene que ver directamente con el yo, que es el foco de la evaluación. En la culpa, el yo no es el objeto central de la evaluación negativa, sino que lo hecho es el foco." Un individuo aún puede poseer una percepción positiva de sí mismo y al mismo tiempo sentirse culpable por ciertas acciones o pensamientos en los que participó. Contrariamente a la culpa, la vergüenza tiene un enfoque más inclusivo en el individuo como un todo. Las ideas de Fossum y Mason describen claramente esta idea en su libro Facing Shame. Afirman que "Mientras que la culpa es un sentimiento doloroso de arrepentimiento y responsabilidad por las propias acciones, la vergüenza es un sentimiento doloroso sobre uno mismo como persona".
La vergüenza casi se puede describir como mirarte a ti mismo desfavorablemente a través de los ojos de los demás. La psiquiatra Judith Lewis Herman retrata esta idea al afirmar que "la vergüenza es un estado de autoconciencia aguda en el que el yo está 'dividido', imaginándose el yo a los ojos del otro; por el contrario, en la culpa el yo está unificado". Tanto la vergüenza como la culpa están directamente relacionadas con la autopercepción, solo la vergüenza hace que el individuo se dé cuenta de las creencias culturales y sociales de los demás.
Paul Gilbert habla sobre el poderoso control que la vergüenza puede tener sobre alguien en su artículo 'Evolución, roles sociales y las diferencias en la vergüenza y la culpa'. Él dice que "el miedo a la vergüenza y al ridículo puede ser tan fuerte que las personas corren el riesgo de sufrir lesiones físicas graves o incluso la muerte para evitarlo. Una de las razones de esto es que la vergüenza puede indicar un daño grave a la aceptación social y una ruptura en una variedad de de las relaciones sociales. La raíz evolutiva de la vergüenza está en un sistema de amenaza social centrado en uno mismo relacionado con el comportamiento competitivo y la necesidad de demostrar que uno mismo es aceptable/deseable para los demás." La culpa, por otro lado, evolucionó desde un lugar de cuidado y evitación de cualquier acto que dañe a otros.

## Falta de culpa en psicópatas
Los individuos con un alto nivel de psicopatía carecen de un verdadero sentimiento de culpa o remordimiento por el daño que puedan haber causado a otros. En lugar de ello, racionalizan su comportamiento, culpan a otra persona, o niegan lo que han hecho. Las personas con psicopatía tienen tendencia a ser perjudiciales para sí mismas y para los demás. Tienen poca capacidad para planificar el futuro. Un individuo con psicopatía nunca se encontrará en falta porque hará lo que sea necesario para beneficiarse a sí mismo sin reservas. Una persona que no siente culpa ni remordimientos no tendría motivos para considerarse culpable de algo que hizo con la intención de hacer daño a otra persona. Para una persona con un alto grado de psicopatía, sus acciones siempre pueden racionalizarse como culpa de otra persona.  Esto es visto por los psicólogos como parte de una falta de razonamiento moral (en comparación con la mayoría de los seres humanos), una incapacidad para evaluar situaciones en un marco moral, y una incapacidad para desarrollar vínculos emocionales con otras personas debido a una falta de empatía.
Un estudio sobre psicópatas descubrió que, en determinadas circunstancias, podían empatizar voluntariamente con otras personas, y que su reacción empática se iniciaba del mismo modo que en los controles. Se realizó un escáner cerebral a criminales psicópatas mientras veían vídeos de una persona haciendo daño a otra. La reacción empática de los psicópatas se inició del mismo modo que la de los controles cuando se les pidió que empatizaran con el individuo dañado, y el área del cerebro relacionada con el dolor se activó cuando se les pidió que imaginaran cómo se sentía el individuo dañado. La investigación sugiere que los psicópatas pueden activar la empatía a voluntad, lo que les permitiría ser a la vez insensibles y encantadores. El equipo que realizó el estudio afirma que no sabe cómo transformar esta empatía voluntaria en la empatía espontánea que tiene la mayoría de la gente, aunque proponen que podría ser posible rehabilitar a los psicópatas ayudándoles a activar su "interruptor de empatía". Otros sugirieron que sigue sin estar claro si la experiencia de empatía de los psicópatas es la misma que la de los controles, y también cuestionaron la posibilidad de idear intervenciones terapéuticas que hicieran que las reacciones empáticas fueran más automáticas.
El neurocientífico Antonio R. Damasio y sus colegas demostraron que los sujetos con daños en el córtex prefrontal ventromedial carecen de la capacidad de sentir empáticamente para llegar a respuestas morales, y que cuando se enfrentaban a dilemas morales, estos pacientes con daños cerebrales llegaban fríamente a respuestas del tipo "el fin justifica los medios", lo que llevó a Damasio a concluir que la cuestión no era que llegaran a conclusiones inmorales, sino que cuando se enfrentaban a una cuestión difícil -en este caso, si derribar o no un avión de pasajeros secuestrado por terroristas antes de que impactara en una gran ciudad- estos pacientes parecían tomar decisiones sin la angustia que aflige a quienes tienen cerebros que funcionan normalmente. Según Adrian Raine, neurocientífico clínico también de la Universidad del Sur de California, una de las implicaciones de este estudio es que la sociedad podría tener que replantearse cómo juzga a las personas inmorales: "Los psicópatas no suelen sentir empatía ni remordimiento. Sin esa conciencia, las personas que se basan exclusivamente en el razonamiento parecen tener más dificultades para abrirse camino en la espesura moral. ¿Significa eso que se les deben aplicar normas de responsabilidad diferentes?"

## Puntos de vista culturales
La sociedad japonesa tradicional, la sociedad coreana y la cultura china a veces se dice que están "basadas en la vergüenza" más que "basadas en la culpa", en el sentido de que las consecuencias sociales de "ser pillado" se consideran más importantes que los sentimientos o experiencias individuales del agente (véase el trabajo de Ruth Benedict). Lo mismo se ha dicho de la sociedad de la Antigua Grecia, una cultura en la que, en palabras de Bruno Snell, si "se destruye el honor se derrumba la existencia moral del perdedor".
Esto puede llevar a centrarse más en la etiqueta que en la ética tal y como se entiende en la civilización occidental, lo que lleva a algunos de las civilizaciones occidentales a preguntarse por qué se adaptó la palabra ethos del griego antiguo con diferencias tan grandes en las normas culturales. El cristianismo y el islam heredan la mayoría de las nociones de culpa del judaísmo[cita requerida], Persian, y Romana ideas, sobre todo interpretadas a través de Augustino, que adaptó las ideas de Platón al cristianismo. La palabra latina para culpa es culpa, una palabra que a veces se ve en la literatura jurídica, por ejemplo en mea culpa que significa "mi culpa (culpa)".

### En la literatura
La culpa es un tema principal en East of Eden]' de John Steinbeck, Crimen y castigo] de Fiódor Dostoievski, Un tranvía llamado deseo] de Tennessee Williams, la obra Macbeth] de William Shakespeare, "El corazón delator" y "El gato negro" de Edgar Allan Poe, y muchas otras obras literarias. En Las moscas] de Sartre, las Furias (en forma de moscas) representan las fuerzas morbosas y estranguladoras de la culpa neurótica que nos atan al poder autoritario y totalitario.
La culpa es un tema importante en muchas obras de Nathaniel Hawthorne, y es una preocupación casi universal de los novelistas que exploran la vida interior y los secretos.

### En la filosofía epicúrea
En su Kyriai Doxai (Doctrinas principales) 17 y 35, Epicuro enseña que podemos identificar y diagnosticar la culpa por sus signos y perturbaciones. Dentro de su sistema ético basado en el placer y el dolor, la culpa se manifiesta como un miedo constante a ser descubierto que surge de "hacer en secreto algo contrario a un acuerdo de no dañarse ni ser dañado".
Dado que Epicuro rechaza las pretensiones sobrenaturales, la forma más fácil de evitar esta perturbación es evitar el comportamiento antisocial para seguir disfrutando de la ataraxia (el estado de no-perturbación). Sin embargo, una vez que la culpa es inevitable, los guías epicúreos recomendaban la confesión de las propias ofensas como una práctica que ayuda a purgar el carácter de sus malas tendencias y a reformar el carácter. Según Norman DeWitt, autor de "San Pablo y Epicuro", la confesión fue una de las prácticas epicúreas que más tarde se apropiaron las primeras comunidades cristianas.

### En la Biblia cristiana
La culpa en la Biblia cristiana no es meramente un estado emocional; es también un estado legal de merecimiento de castigo. La Biblia hebrea no tiene una palabra única para la culpa, sino que utiliza una sola palabra para significar: "pecado, la culpa de ella, el castigo debido a ella, y un sacrificio por ella." El Nuevo Testamento griego utiliza una palabra para la culpa que significa "de pie expuestos a juicio por el pecado" (por ejemplo, Romanos 3:19). En lo que los cristianos llaman el "Antiguo Testamento", los cristianos creen que la Biblia enseña que, a través del sacrificio, los pecados de uno pueden ser perdonados (el judaísmo rechaza categóricamente esta idea, sosteniendo que el perdón del pecado es exclusivamente a través del arrepentimiento, y el papel de los sacrificios era para la expiación de los pecados cometidos por accidente o ignorancia ). 
El Nuevo Testamento dice que el perdón es otorgado como está escrito en 1 Corintios 15:3-4: "3 Porque lo que recibí os lo transmití como de primera importancia: que Cristo murió por nuestros pecados según las Escrituras, que fue sepultado y que resucitó al tercer día según las Escrituras." Tanto en el Antiguo como en el Nuevo Testamento, la salvación se concede sobre la base de la gracia y el perdón de Dios (Gn 6:8; 19:19; Exo 33:12-17; 34:6-7). 
El Nuevo Testamento dice que, en Jesucristo, Dios tomó sobre sí los pecados del mundo y murió en la cruz para pagar la deuda de la humanidad (Rom 6:23). Aquellos que se arrepientan y acepten el sacrificio de Cristo por sus pecados, serán redimidos por Dios y por lo tanto no serán culpables ante Él. Se les concederá la vida eterna que tendrá efecto después de la Segunda Venida de Cristo (1 Tes 4:13-18).
La Biblia coincide con las culturas paganas en que la culpa crea un coste que alguien debe pagar (Heb 9:22). (Este supuesto se expresó en la sección anterior, "Defensas": "Las personas culpables se castigan a sí mismas si no tienen oportunidad de compensar la transgresión que les hizo sentirse culpables. Se descubrió que el autocastigo no se producía si las personas tenían la oportunidad de compensar a la víctima de su transgresión"). A diferencia de las deidades paganas que exigían que las deudas por el pecado fueran pagadas por los humanos, Dios, según la Biblia, amó a la humanidad lo suficiente como para pagarla Él mismo (Mat 5:45).